# Chrysopa bonnini
Chrysopa bonnini is een insect uit de familie van de gaasvliegen (Chrysopidae), die tot de orde netvleugeligen (Neuroptera) behoort. 
Chrysopa bonnini is voor het eerst wetenschappelijk beschreven door Lacroix in 1919.